# Шишкино (Угличский район)
Шишкино — деревня в Угличском районе Ярославской области России. 
В рамках организации местного самоуправления входит в Головинское сельское поселение, в рамках административно-территориального устройства — входит в Плоскинский сельский округ.

## География
Расположена в 26 км к юго-западу (по прямой) от центра города Углича.

## Население
| 2007 | 2010 |
| ---- | ---- |
| 306  | ↘280 |

Согласно результатам переписи 2002 года, в национальной структуре населения русские составляли 98 % от всех жителей.